# Bram Stemerdink
Abraham (Bram) Stemerdink (Winterswijk, 6 maart 1936) is een Nederlands voormalig politicus voor de Partij van de Arbeid (PvdA). Stemerdink was jarenlang als Tweede Kamerlid en bewindsman defensiespecialist van de PvdA. Hij was aanvankelijk kapitein bij de Landmacht, maar verloor bij een militaire oefening een oog, waarna hij rechten ging studeren.
Daarna werd hij secretaris van de Krijgsraad, Statenlid in Noord-Brabant en raadslid in 's-Hertogenbosch en vanaf 1970 Tweede Kamerlid. In het kabinet-Den Uyl was hij staatssecretaris, één jaar minister en in het kabinet-Van Agt II weer staatssecretaris. In de periodes 1978-1981 en 1982-1994 was hij eveneens Kamerlid. Stemerdink was een onafhankelijk politicus met historische belangstelling. Hij voerde actie voor het behoud van de oude vergaderzaal van de Tweede Kamer. Sinds jaar en dag is hij een gerespecteerd radiocommentator. Ook is hij voorzitter van de stichting Nederlands Nationaal Oorlogs- en Verzetsmuseum Overloon in Overloon.
In 2013 was hij deelnemer in het programma Krasse Knarren (MAX). In 2016 was hij deelnemer in De Grote Geschiedenisquiz, gepresenteerd door Joost Karhof.
- International Standard Name Identifier: 0000 0000 5879 5265
- Library of Congress Control Number: n86051321
- Nederlandse Thesaurus van Auteursnamen: 072283548
- Parlement.com: vg09llgap6zt
- Virtual International Authority File: 52497590
- WorldCat: E39PBJycPwFb8jk6FQMx3cXcfq